# Yūdachi (1936)
Pour les autres navires du même nom, voir Yūdachi.
Le Yūdachi (夕立) était un destroyer de classe Shiratsuyu en service dans la Marine impériale japonaise pendant la Seconde Guerre mondiale.

## Historique
Au moment de l'attaque sur Pearl Harbor, le Yūdachi rejoint la 2e division de destroyers de la 2e escadre de destroyers de la 2e flotte. Il quitte le district de garde de Mako participant à l'opération "M" durant l'invasion des Philippines. À partir de janvier 1942, le Yūdachi participe aux invasions des Indes orientales néerlandaises, de Tarakan, Balikpapan et de l'est de Java. Au cours de la bataille de la mer de Java, il engage un groupe de destroyers Alliés. En mars et avril, il est basé dans la baie de Subic, à partir duquel il assiste à l'invasion de Cebu et au blocus de la baie de Manille, aux Philippines. En mai, il retourne à l'arsenal naval de Yokosuka pour des réparations.
Au cours de la bataille de Midway du 4 au 6 juin, le destroyer fait partie de la force d'occupation de Midway, commandé par l'Amiral Nobutake Kondō.
Le Yūdachi atteint les Shortland le 30 août, où il effectue des "Tokyo Express" à Guadalcanal. Au cours de l'une de ces missions, les 4 et 5 septembre, le Yūdachi participe au naufrage des destroyers USS Gregory et USS Little. Le mois suivant, il continue ses missions de convoyage tout en participant à la bataille des îles Santa Cruz le 26 octobre, sous le commandement de l'Amiral Takeo Kurita.
Dans la nuit du 12 au 13 novembre 1942, lors de la Première bataille navale de Guadalcanal, le Yūdachi escorte la force de bombardement du Contre-amiral Hiroaki Abe. Durant la bataille, le Yūdachi manœuvre en évitant les navires américains, puis torpille le croiseur USS Portland. Peu après, pensant qu'il s'agit d'un navire japonais, le Yūdachi émet un signal en direction de l'USS Sterett, qui réplique par des coups de canons. Le destroyer japonais est touché dans sa chaufferie no 1, tuant quatre hommes d'équipage. Le navire en perdition est évacué et 207 survivants sont secourus par son sister-ship, le Samidare, qui tente de le saborder, sans succès. Le destroyer dérivant est achevé par des coups du canons du Portland, au sud-est de l'Île de Savo, à la position 9° 14′ S, 159° 52′ E.
Selon James Hornfischer, le Yūdachi affichait un drapeau blanc avant que le Portland ne fasse feu, mais le capitaine américain aurai délibérément ignoré, ordonnant à son officier d'artillerie de « couler le F.D.P. ». Le « drapeau blanc » apparent était une voile de fortune, faite de toiles et hamacs, utilisée pour reprendre le cap pendant la bataille.